# مثل زندگی
مثل زندگی یک مجموعه تلویزیونی محصول سال ۱۳۷۹ به کارگردانی هنری بهروز بقایی، کارگردانی تلویزیونی سیما ایلخان  می‌باشد که از برنامه کودک و نوجوان شبکه ۱ پخش شد.

## بازیگران
- رحیم نوروزی
- ارژنگ امیرفضلی
- بهراد محمدی
- پرستو گلستانی
- سارا یزدان‌پناه
- شقایق دهقان
- علیرضا رئیسی
- فریده دریامج
- کامران ملک‌مطیعی
- کیومرث ملک‌مطیعی
- نریمان نبی
- نیما فلاح
- هدیه ذوالفقاری